# Between the Buttons
Between the Buttons es el quinto álbum de estudio británico y el séptimo estadounidense de la banda de rock inglesa The Rolling Stones, lanzado el 20 de enero de 1967 en el Reino Unido y el 11 de febrero en los EE. UU. como continuación de Aftermath. Reflejó la breve incursión de los Stones en la psicodélia y el pop barroco baladas durante la época. Es una de las obras musicalmente más eclécticas de la banda; El multinstrumentista Brian Jones abandonó su guitarra en gran parte del álbum, y en su lugar tocó una amplia variedad de otros instrumentos, incluyendo órgano, marimba, vibráfono, y kazoo. Las contribuciones al piano provinieron de dos músicos de sesión: el exmiembro de los Rolling Stones Ian Stewart y colaborador frecuente Jack Nitzsche. Sería el último álbum producido por Andrew Loog Oldham, quien hasta ese momento había actuado como mánager de la banda y producido todos sus álbumes.

## Antecedentes y grabación
Las sesiones iniciales para el álbum comenzaron durante la gira el americana en los RCA Studios de Los Ángeles el 3 de agosto de 1966 y duraron hasta el día 11. Dave Hassinger fue el ingeniero. Durante este tiempo se ha trabajado en varias canciones y el respaldo de seis canciones que aparecerían en el álbum fueron grabadas. También se completó la base musical de «Let's Spend the Night Together» y el retroceso de R&B «Who's Driving Your Plane?», que aparecería a finales de septiembre como un lado B en el sencillo un tanto psicodélico «Have You Seen Your Mother, Baby, Standing in the Shadow?», lanzado a finales de septiembre. Durante este tiempo, Brian Wilson de The Beach Boys fue invitado a los estudios RCA durante la grabación de «My Obsession», que sigue siendo una de sus canciones favoritas de los Stones.
La banda regresó a Londres, donde continuaron las sesiones en los estudios IBC, el 31 de agosto y duró hasta el 3 de septiembre. Esta sesión estuvo dedicada en gran parte a completar «Have You Seen Your Mother...» para su lanzamiento como sencillo. Tras la publicación del sencillo el 23 de septiembre, los Stones se embarcaron en su séptima gira británica que duró hasta principios de octubre de 1966. Sería su última gira por Reino Unido hasta 1971.
El segundo bloque de sesiones de grabación para Between the Buttons comenzó el 8 de noviembre en el recién inaugurado Olympic Studios en Barnes, Londres y alternaba entre allí y Pye Studios hasta el 26 de noviembre. Durante este tiempo la mayor parte del álbum fue completado, incluyendo doblajes vocales de las pistas de acompañamiento grabadas previamente, mezcla y arreglos. «Ruby Tuesday» también se terminó. 
Al mismo tiempo el productor Andrew Loog Oldham estaba preparando el álbum en vivo Got Live If You Want It! para los Estados Unidos, una obligación contractual de London Records, que contenía actuaciones en vivo de su reciente gira británica, así como pistas de estudio superpuestas con el ruido de la audiencia. Después del lanzamiento de ese álbum el 10 de diciembre, una última sesión de Between the Buttons se llevó a cabo en los Olympic Studios el 13 de diciembre de 1966, antes de que Oldham llevara las cintas nuevamente a los estudios RCA en Hollywood para la mezcla y edición final.
El álbum fue grabado usando máquinas de grabación multipista, con las sesiones iniciales premezcladas para hacer espacio en las pistas restantes para overdubs. Mick Jagger sintió que este proceso hizo perder claridad a las canciones, comentando durante una entrevista que "Hicimos overdubs tantas veces que perdimos el sonido... Las canciones sonaban tan bien, pero más tarde me quedé muy decepcionado con ellas". Comentó además: "No sé, simplemente no es nada bueno. «Back Street Girl» es la única que me gusta". En una entrevista con New Musical Express, incluso llamó al resto de El álbum "más o menos basura".
El álbum resultó ser el último producido por Oldham, con quien los Stones tendrían un enfrentamiento creativo a mediados de 1967 durante las sesiones de grabación arduas y serpenteantes de Their Satanic Majesties Request.

## Arte de portada
La sesión de fotos para la portada del álbum se llevó a cabo en noviembre de 1966 en Primrose Hill, en el norte de Londres. El fotógrafo fue Gered Mankowitz que también tomó las fotos de la banda para la portada de Out of Our Heads. El rodaje tuvo lugar a las 5:30 de la mañana después de una sesión de grabación nocturna en los Olympic Studios. Se usó un filtro de cámara casera construido con una tarjeta negra, cristal y vaselina, Mankowitz creó el efecto de los Stones disolviéndose en sus alrededores. El objetivo de la sesión era, según las palabras de Mankowitz, "captar la sensación etérea y burlona de la época, ese sentimiento al final de la noche cuando estaba amaneciendo y ellos habían estado levantandos toda la noche haciendo música, drogados". El aspecto desaliñado y espantoso de Brian Jones en la portada perturbó a muchos de sus fanes, y el crítico David Dalton escribió que se veía "como un mapache albino condenado".
"Brian estaba expectante con su collar", comentó Mankowitz años más tarde, "yo estaba frustrado porque parecía que estábamos al borde de algo realmente especial y él lo estaba estropeando." Pero la forma en la que Brian parecía no dar una mierda de sí mismo es exactamente de lo que se trataba la banda". Los Outtakes de esta sesión de fotos se utilizaron posteriormente para la portada del álbum recopilatorio More Hot Rocks (Big Hits & Fazed Cookies), lanzado en 1972. 
La contraportada de Between the Buttons está dominada por un dibujo de seis paneles acompañado por un poema rítmico dibujado por el baterista Charlie Watts. Cuando Watts preguntó a Oldham cuál sería el título del álbum, le dijo estaba "Between the Buttons" (entre los botones), un término que significa "indeciso". Watts dio la frase al título de su dibujo animado que a su vez se convirtió en el título del álbum.

## Lanzamiento
Al igual que Aftermath, Between the Buttons contiene algunas diferencias en las versiones del Reino Unido y las versiones de Estados Unidos. La edición Reino Unido se publicó el 20 de enero de 1967 (Mono, LK 4852, Stereo, SKL 4852) por Decca Records, simultáneamente con un sencillo separado: «Let's Spend the Night Together» / «Ruby Tuesday». Debido a la práctica común en la industria discográfica británica en ese entonces, el sencillo no apareció en el álbum. Generalmente bien recibido (aunque los críticos tomaron nota de sus influencias), Between the Buttons alcanzó el puesto #3 en el Reino Unido. 
En los EUA, el álbum fue lanzado por London Records el 11 de febrero de 1967 (mono, LL 3499; estéreo, PS 499). «Let's Spend the Night Together» y «Ruby Tuesday» fueron incluidas en el álbum, mientras que «Back Street Girl» y «Please Go Home» fueron retiradas. Con «Ruby Tuesday» alcanzando el puesto # 1, Between the Buttons disparó al # 2 puesto en los Estados Unidos, llegando a ser disco de oro. En 2012, la versión americana del álbum se ubicó # 357 en Lista de Rolling Stone de los 500 mejores álbumes de todos los tiempos.
En agosto de 2002 las dos ediciones de Between the Buttons fueron reeditadas en un nuevo CD y SACD digipak por ABKCO Records. Todas las reediciones del álbum desde 1968, han sido en estéreo y la mezcla mono todavía no ha visto un lanzamiento oficial en CD. Mientras que la mayoría de las reediciones han utilizado la lista de canciones de Estados Unidos para maximizar el beneficio por con los dos sencillos, la versión británica fue reeditada por ABKCO en 2003 en vinilo de 180 gramos en los Estados Unidos.

## Recepción de la crítica
Según Robert Christgau Between the Buttons estaba "entre los álbumes más grandes del rock" , y Richie Unterberger de AllMusic lo elogió como uno de los "LP más fuertes, más eclécticos de los Rolling Stones". En una revisión retrospectiva para Entertainment Weekly, David Browne llamó al álbum "un conjunto atrevido de sardónica Swinging London, vodevil y rock", mientras que la revista Billboard Christopher Walsh escribió que "está lleno de gemas, la banda entrega una mezcla cautivadora de folk, el pop-rock de The Beatles y de los duros blues rockeros". Tom Moon escribió en The Rolling Stone Album Guide (2004) que el álbum era "más ligero y delgado que Aftermath y después de haber descubierto la melodía pop, Jagger y Richards repentinamente sufrieron una sobredosis con eso". Jim DeRogatis incluyó a Between the Buttons en su lista de 2003 de los álbumes de rock psicodélico esenciales.
En una escena de la película de Wes Anderson The Royal Tenenbaums (2001), el personaje Margot (interpretado por Gwyneth Paltrow) pone a Between the Buttons en un tocadiscos. Ella señala la pista «She Smiled Sweetly», que es seguida por «Ruby Tuesday» (Esta aparece en la versión estadounidense del álbum, aunque no sigue «She Smiled Sweetly» en la orden de temas).

## Lista de canciones en el Reino Unido
Todas las canciones escritas y compuestas por Mick Jagger y Keith Richards. 
| Cara 1 |                          |          |  |
| N.º    | Título                   | Duración |  |
| 1.     | «Yesterday's Papers»     | 2:04     |  |
| 2.     | «My Obsession»           | 3:17     |  |
| 3.     | «Back Street Girl»       | 3:27     |  |
| 4.     | «Connection»             | 2:08     |  |
| 5.     | «She Smiled Sweetly»     | 2:44     |  |
| 6.     | «Cool, Calm & Collected» | 4:17     |  |

| Cara 2 |                                      |          |  |
| N.º    | Título                               | Duración |  |
| 7.     | «All Sold Out»                       | 2:17     |  |
| 8.     | «Please Go Home»                     | 3:17     |  |
| 9.     | «Who's Been Sleeping Here?»          | 3:55     |  |
| 10.    | «Complicated»                        | 3:15     |  |
| 11.    | «Miss Amanda Jones»                  | 2:47     |  |
| 12.    | «Something Happened to Me Yesterday» | 4:55     |  |

## Lista de canciones en Estados Unidos
Todas las canciones escritas y compuestas por Mick Jagger y Keith Richards. 
| Cara 1 |                                  |          |  |
| N.º    | Título                           | Duración |  |
| 1.     | «Let's Spend the Night Together» | 3:38     |  |
| 2.     | «Yesterday's Papers»             | 2:01     |  |
| 3.     | «Ruby Tuesday»                   | 3:16     |  |
| 4.     | «Connection»                     | 2:08     |  |
| 5.     | «She Smiled Sweetly»             | 2:44     |  |
| 6.     | «Cool, Calm & Collected»         | 4:17     |  |

| Cara 2 |                                      |          |  |
| N.º    | Título                               | Duración |  |
| 7.     | «All Sold Out»                       | 2:17     |  |
| 8.     | «My Obsession»                       | 3:20     |  |
| 9.     | «Who's Been Sleeping Here?»          | 3:55     |  |
| 10.    | «Complicated»                        | 3:15     |  |
| 11.    | «Miss Amanda Jones»                  | 2:47     |  |
| 12.    | «Something Happened to Me Yesterday» | 4:55     |  |

## Personal
Acreditados:
The Rolling Stones
- Mick Jagger: voz, percusión, coros.
- Keith Richards: voz, guitarra acústica, guitarra eléctrica, bajo, piano, órgano, coros.
- Brian Jones: piano, órgano, acordeón, vibráfono, armónica, banjo, percusión, kazoo, flauta dulce, saxofón, dulcimer, trompeta, trombón, coros.
- Charlie Watts: batería, percusión.
- Bill Wyman: bajo,contrabajo, percusión, coros.

Personal adicional
- Jack Nitzsche: percusión, piano, clave, arreglo de vientos.
- Ian Stewart: piano, órgano.

## Posición en las listas

### Álbum en listas semanales
| Listas (1967)                      | Mejor posición |
| ---------------------------------- | -------------- |
| Alemania (Offizielle Top 100)      | 2              |
| Australia (Go Set)                 | 7              |
| Estados Unidos (Billboard Hot 200) | 2              |
| Francia (SNEP)                     | 25             |
| Noruega (VG-lista)                 | 2              |
| Reino Unido (UK Albums Chart)      | 3              |

### Sencillos
| Año  | Sencillo                         | Lista             | Posición |
| ---- | -------------------------------- | ----------------- | -------- |
| 1967 | «Let's Spend the Night Together» | UK Top 50 Singles | 3        |
| 1967 | «Let's Spend the Night Together» | Billboard Hot 100 | 55       |
| 1967 | «Ruby Tuesday»                   | Billboard Hot 100 | 1        |

## Certificaciones
| País                  | Certificación | Ventas certificadas |
| --------------------- | ------------- | ------------------- |
| Estados Unidos (RIAA) | Oro           | 500,000^            |

Nota: ^ Cifras de ventas basadas únicamente en la certificación